# 마크론
마크론(이탈리아어: Macron은 1971년에 설립된 이탈리아 볼로냐 발사모자에 위치한 스포츠 용품 및 의류 제조업체이다.

##### 대한민국
- 용인 삼성생명 블루밍스